# リーディングインダストリー
リーディングインダストリーとは経済学用語の一つ。これは国内において存在する産業の中でも、一国や一地域の経済成長の中枢をなすくらいの大規模なものを言う。
日本のリーディングインダストリーというのは1960年代の高度経済成長の時代より、10年ごとに変化してきている。1960年代は鉄鋼、石油精製、1970年代は家電や自動車などの量産加工組み立て製品、1980年代は医療、新素材、バイオテクノロジー、1990年代以降は高度技術型産業、情報関連産業などといった形にである。